# 霞喀羅—鹿場連嶺國家步道系統
霞喀羅－鹿場連嶺國家步道系統（英文：Xiakelo-Luchanglienling National Trail System）是屬於中華民國農業部林業及自然保育署所劃設14條國家步道系統之一，步道主要路線由霞喀羅與鹿場連嶺兩條古道所組成，路線範圍位於新竹縣以及苗栗縣山區，海拔高度介於1300公至2500公尺之間，沿途自然生態及人文史蹟資源豐富。

## 外部連結
- （繁體中文）（英文） 台灣山林悠遊網：霞喀羅─鹿場連嶺國家步道系統 （页面存档备份，存于）
- （繁體中文）（英文） 新竹林區管理處 （页面存档备份，存于）